# Lucía Etxebarria

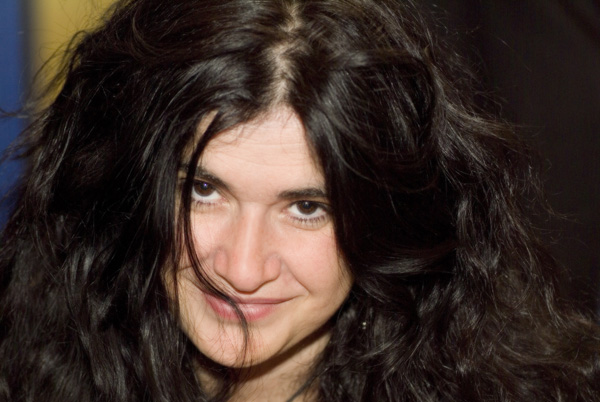
Lucía Etxebarria

Lucía Etxebarria de Asteinza (* 7. Dezember 1966 in Valencia) ist eine spanische Autorin.
Sie stammt aus einer baskischen Familie. Sie arbeitete als Journalistin, Übersetzerin und Buchhändlerin. Sie schrieb eine Biografie über die Musikerin Courtney Love (Aguanta esto, 1996).
Dank Ana María Matute veröffentlichte sie ihren ersten Roman Beatriz y los cuerpos celestes (Beatriz und die himmlischen Körper).

## Ehrungen/Preis
- 1998 Premio Nadal, mit Beatriz y los cuerpos celestes.
- 2001 Premio Primavera, mit De todo lo visible y lo invisible
- 2004 Premio Planeta, mit Un milagro en equilibrio

## Werke
Romane
- Amor, curiosidad, prozac y dudas (1997).
- Beatriz y los cuerpos celestes (1998).
- Nosotras que no somos como las demás (1999).
- De todo lo visible y lo invisible (2001).
- Una historia de amor como otra cualquiera (2003).
- Un milagro en equilibrio (2004).
- Cosmofobia (2007).
- Lo verdadero es un momento de lo falso (2010)
- El contenido del silencio (2011)
- Dios no tiene tiempo libre (2013)
- Cuentos clásicos para chicas modernas (2013)

Poesie
- Estación de infierno (2001).
- Actos de amor y placer (2004).

Essays
- La historia de Kurt y Courtney: aguanta esto (1996).
- La Eva futura. La letra futura (2000).
- En brazos de la mujer fetiche (2002), mit Sonia Núñez Puente.
- Courtney y yo (2004).
- Ya no sufro por amor (2005).
- El club de las malas madres (2009), mit Goyo Bustos

Skripte
- Sobreviviré (1999).
- Amor, curiosidad, prozac y dudas (2001).
- La mujer de mi vida (2001).
- I love you baby (2001).

Anderes
- La vida por delante: voces desde y hacia Palestina (2005).